# جون روفوس إدي
جون روفوس إدي (بالإنجليزية: John Rufus Edie)‏ هو محامي وسياسي أمريكي، ولد في 14 يناير 1814 في الولايات المتحدة، وتوفي في 27 أغسطس 1888 في الولايات المتحدة. حزبياً، نشط في الحزب الجمهوري. وقد انتخب عضو مجلس ولاية بنسيلفانيا وانتخب عضو مجلس النواب الأمريكي.